# Прикрашена ящірка
Прикрашена ящірка (Lacerta lepida) — вид плазунів з роду Ящірок родини Справжні ящірки. Описано 3 підвиди.

## Опис
Загальна довжина досягає 75, іноді 90 см. Молоді ящірки мають оливково-бурі з численними білими плямами. Дорослі мають темніший колір шкіри з 2—4 поздовжніми рядками великих круглих плям синього забарвлення з боків. Спостерігається статевий диморфізм — самці значно більші за самиць.

## Поширення
Здебільшого мешкає на Піренейському півострові, а також у Південній Франції та Північній Італії.

## Спосіб життя
Полюбляє піщані пустелі, степи, ліси, зарості чагарнику. Часто мешкає у дуплах дерев. Харчується комахами, павуками, хробаками, молюсками, дрібними ящірками, молодими зміями, гризунами, пташенятами, плодами, ягодами.
Це яйцекладні ящірки. Статева зрілість наступає у 2 роки. Парування відбувається у березні — квітні. Самиця відкладні від 10 до 22 яєць у червні — липні. Вона їх ховає під каміннями, колодами, вологому ґрунті, гнилій деревині. Через 8—14 тижнів з'являються молоді ящірки розміром 4—5 см.

## Систематика
Станом на 2024 рік описано 3 підвиди:
- Lacerta lepidus ibericus;
- Lacerta lepidus lepidus;
- Lacerta lepidus oteroi.

## У геральдиці

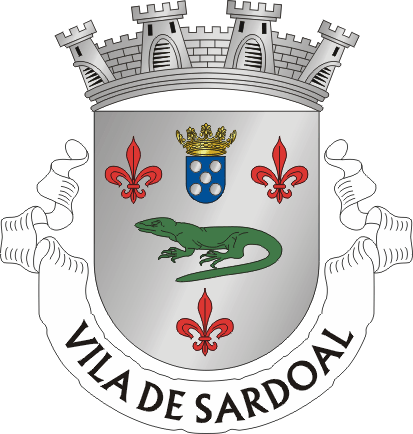
Сардуал